# Jongerenorganisatie voor gehandicapten
Om de belangen van jongere gehandicapten te beschermen zijn er organisaties speciaal voor gehandicapte jongeren. De reden hiervoor is dat de meeste gehandicapte jongeren zich niet thuis voelen in de algemene jongerenorganisaties. 
Een jongerenorganisatie organiseert activiteiten en/of voorlichtingen voor jongeren met een handicap zoals autisme of doofheid. Afhankelijk van de doelen van de jongerenorganisatie kunnen de activiteiten uiteenlopen van kampen tot congressen om de doelgroep bij elkaar te brengen. Er kunnen dan ervaringen worden uitgewisseld over dingen waar de jongeren tegenaan lopen in hun dagelijkse situatie of voor lotgenotencontact. Bijvoorbeeld bij de dove jongeren zijn er weinig doven die dicht bij elkaar wonen. Om zo toch andere doven te ontmoeten zijn er dus activiteiten. 
De meeste jongerenorganisatie voor gehandicapten krijgen een subsidie van fondsen zoals de fonds voor gehandicapten.

Jongerenorganisaties
- Stichting Belangen Nederlandse Dove Jongeren - Jongerencommissie. Organisatie voor dove en slechthorende jongeren
- SHJO. Organisatie voor slechthorende jongeren